# 所領トンネル
所領トンネル（しょりょうトンネル）は、静岡県駿東郡小山町にある東名高速道路のトンネルである。上り線のみに存在するトンネルで足柄サービスエリア - 鮎沢パーキングエリア間にある。東名高速道路の改築（拡幅）工事に伴い、1991年に開通した。
長さは、125メートルとなっており、東名高速道路の中で一番短いトンネルとなっている。また、このトンネルの近くは、トンネルが多く、御殿場インターチェンジ方面には白旗トンネルが、鮎沢パーキングエリア方面には高尾トンネルがある。

## 隣
E1 東名高速道路
(6)大井松田IC - 鮎沢PA - 所領トンネル - (6-1)足柄SA/SIC - (7)御殿場IC